# Tapinocephalia
De Tapinocephalia zijn een groep van uitgestorven dieren uit de Synapsida, behorend tot de onderorde Dinocephalia van de orde Therapsida. Ze leefden tijdens het Midden-Perm.
In 1923 benoemde Robert Broom een infraorde Tapinocephalia.
In 2000 werd een klade Tapinocephalia gedefinieerd door Christian Alfred Sidor als de groep omvattende Tapinocephalus en alle Dinocephalia nauwer verwant aan Tapinocephalus dan aan Anteosaurus.
De Tapinocephalia omvatten drie families: de Styracocephalidae, de Tapinocephalidae en de Titanosuchidae. De soorten uit de eerste families waren herbivoor. Tot de Titanosuchidae behoren carnivoren zoals Titanosuchus en omnivoren zoals Jonkeria.
Fossielen van soorten uit de Tapinocephalia zijn met name gevonden in Afrika en tevens Rusland en Brazilië.
Mogelijke synapomorfieën, gedeelde nieuwe kenmerken, van de Tapinocephalia zijn het bezit van een pterygoïde waarvan de vleugel overdwars aan de achterkant een extra beenplaat heeft; en tanden achter de hoektanden die een bladvorm hebben met kartelingen, lijkend op die van plantenetende dinosauriërs.